# Přílepov
Přílepov je malá vesnice, část obce Kostelec nad Vltavou v okrese Písek v Jihočeském kraji. Nachází se nad soutokem Jickovického a Mlázovského potoka. Vesnice má 50 domů. V roce 2011 zde trvale žilo 57 obyvatel. Na návsi je kaplička Panny Marie. Obcí protéká Přílepovský potok.

## Historie
První písemná zmínka o vesnici pochází z roku 1488. Ves byla ve středověku v majetku Břevnovského kláštera, později byla prodána a přešla ke královskému hradu Orlík pod patronátní právo krále Václava II. V roce 1436 byl Přílepov zastaven králem Zikmundem Janu a Václavu Zmrzlíkovým ze Svojšína. V 17. století] přešla obec do panství rodu Schwarzenbergů. Poštou, farou, četnictvem a školou náležel Přílepov ke Kostelci nad Vltavou. V nedalekém Kovářově byl lékař. V roce 1940 zde žilo 203 obyvatel v 33 domech.

## Obyvatelstvo
| Rok            | 1869 | 1880 | 1890 | 1900 | 1910 | 1921 | 1930 | 1950 | 1961 | 1970 | 1980 | 1991 | 2001 | 2011 | 2021 |
| -------------- | ---- | ---- | ---- | ---- | ---- | ---- | ---- | ---- | ---- | ---- | ---- | ---- | ---- | ---- | ---- |
| Počet obyvatel | 323  | 304  | 266  | 219  | 211  | 206  | 203  | 151  | 145  | 117  | 98   | 77   | 68   | 57   | 55   |
| Počet domů     | 30   | 29   | 29   | 28   | 28   | 31   | 33   | 44   | 42   | 41   | 35   | 35   | 48   | 47   | 45   |

## Obecní správa
Při sčítání lidu v letech 1850–1879 Přílepov byl osadou obce Sobědraž v okrese Milevsko. V letech 1880–1963 byl samostatnou obcí v okrese Milevsko. Od roku 1964 je částí obce Kostelec nad Vltavou v okrese Písek. V letech 1880–1929 k obci patřily Kotýřina a Vesec.

## Spolky
V roce 1907 byl ve vesnici založen sbor dobrovolných hasičů.

## Pamětihodnosti
- Kaple u rybníka ve vesnici je zasvěcená Panně Marii a je z 20. století.[10]

## Galerie

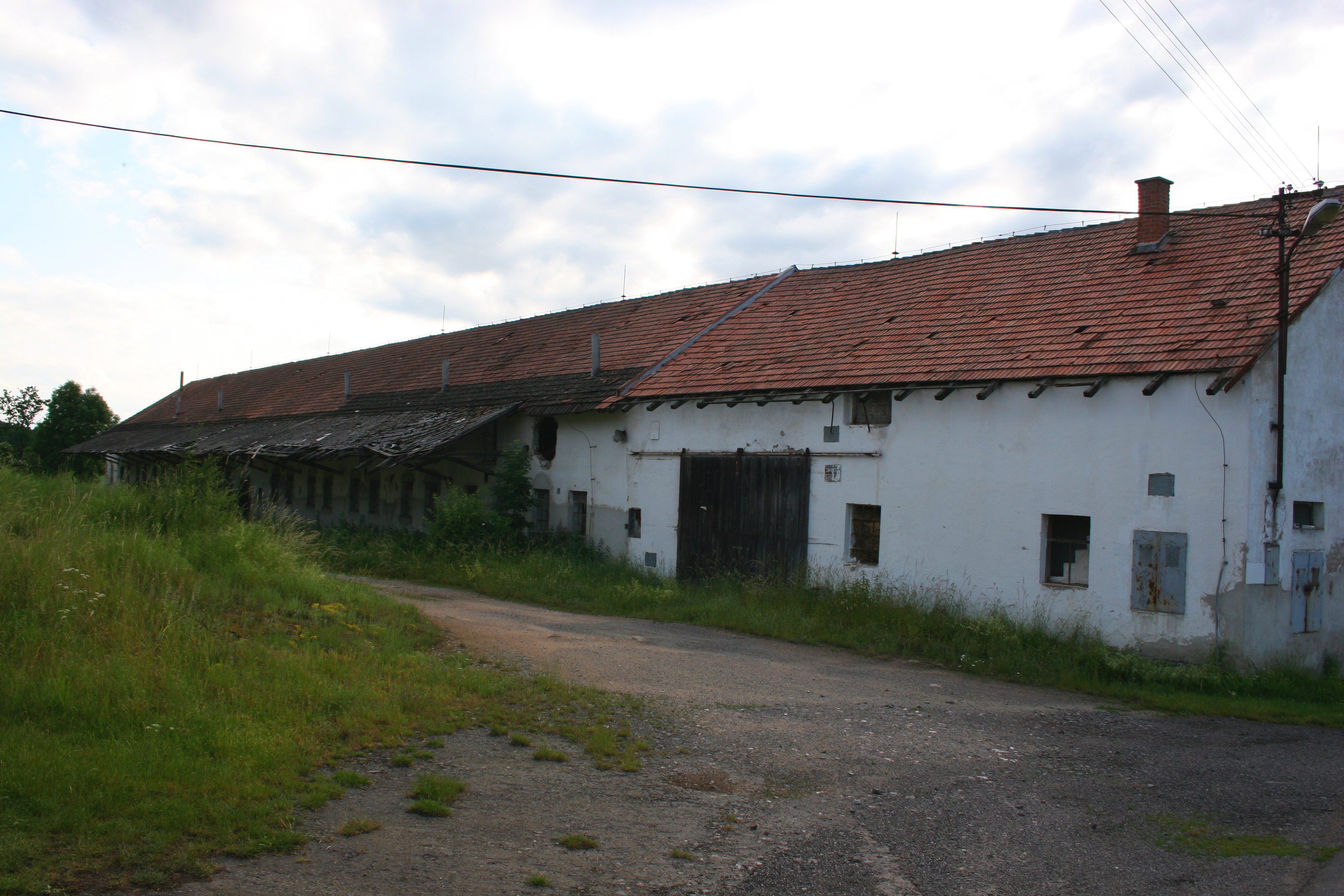
Hospodářské stavení
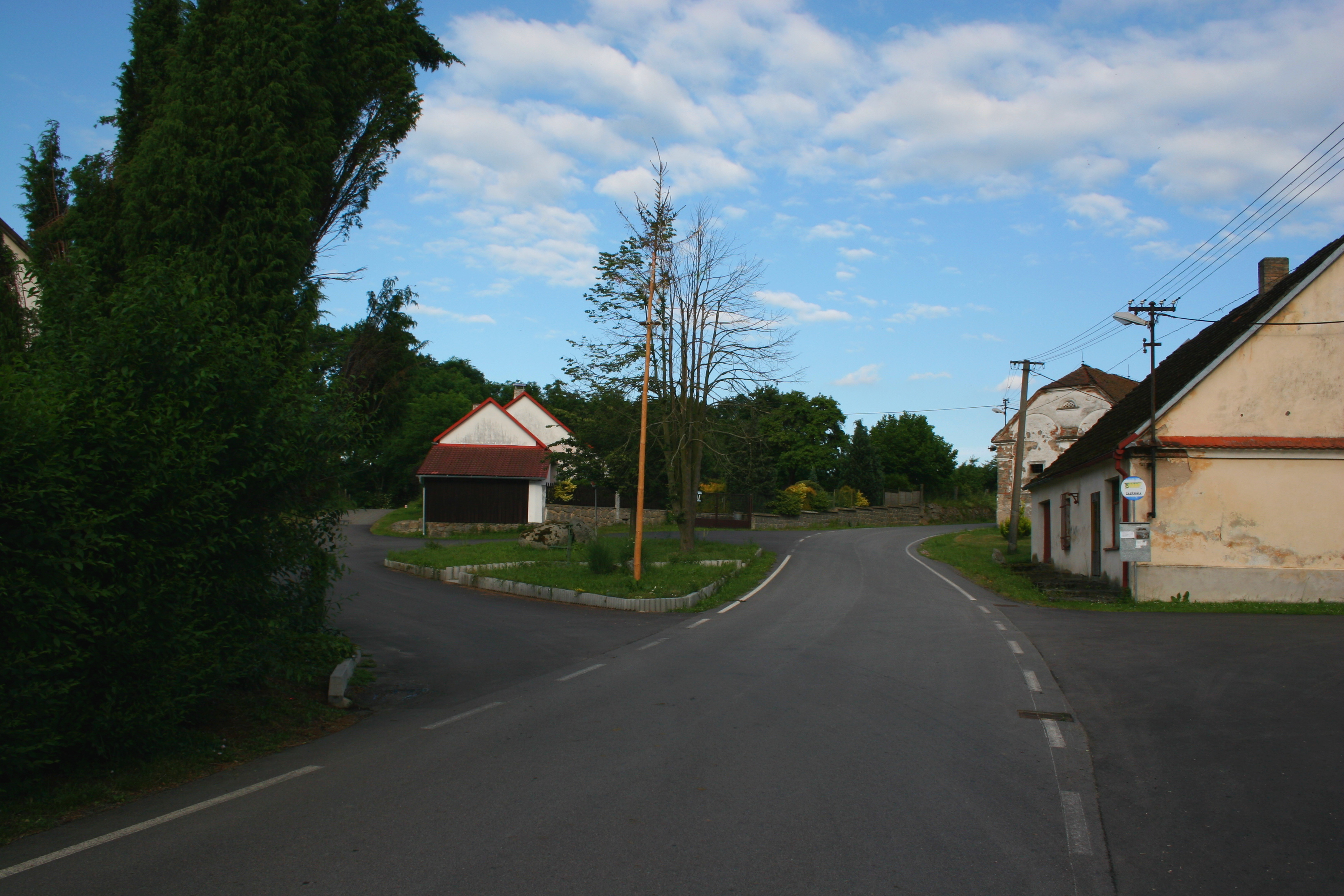
Náves
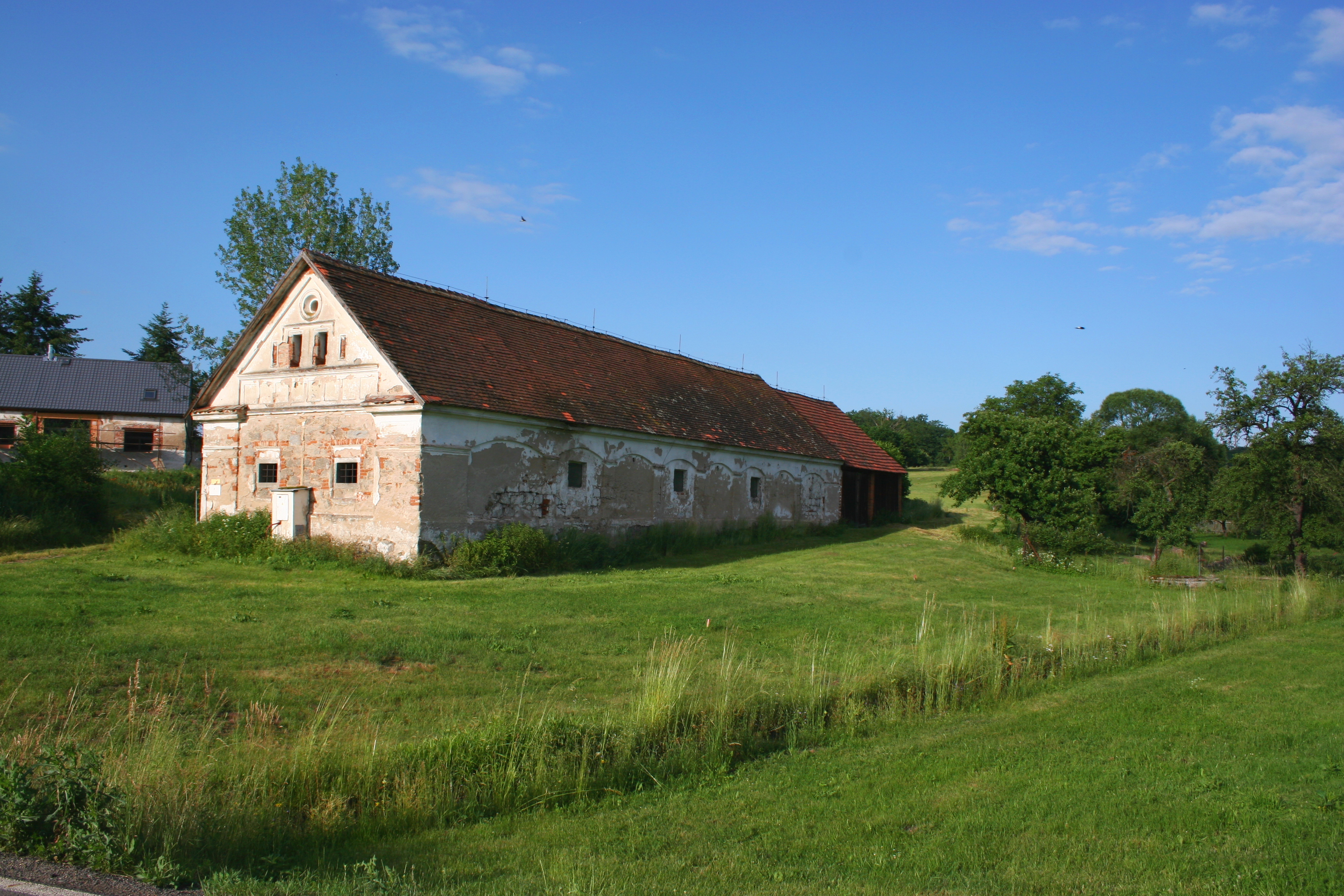
Stavení
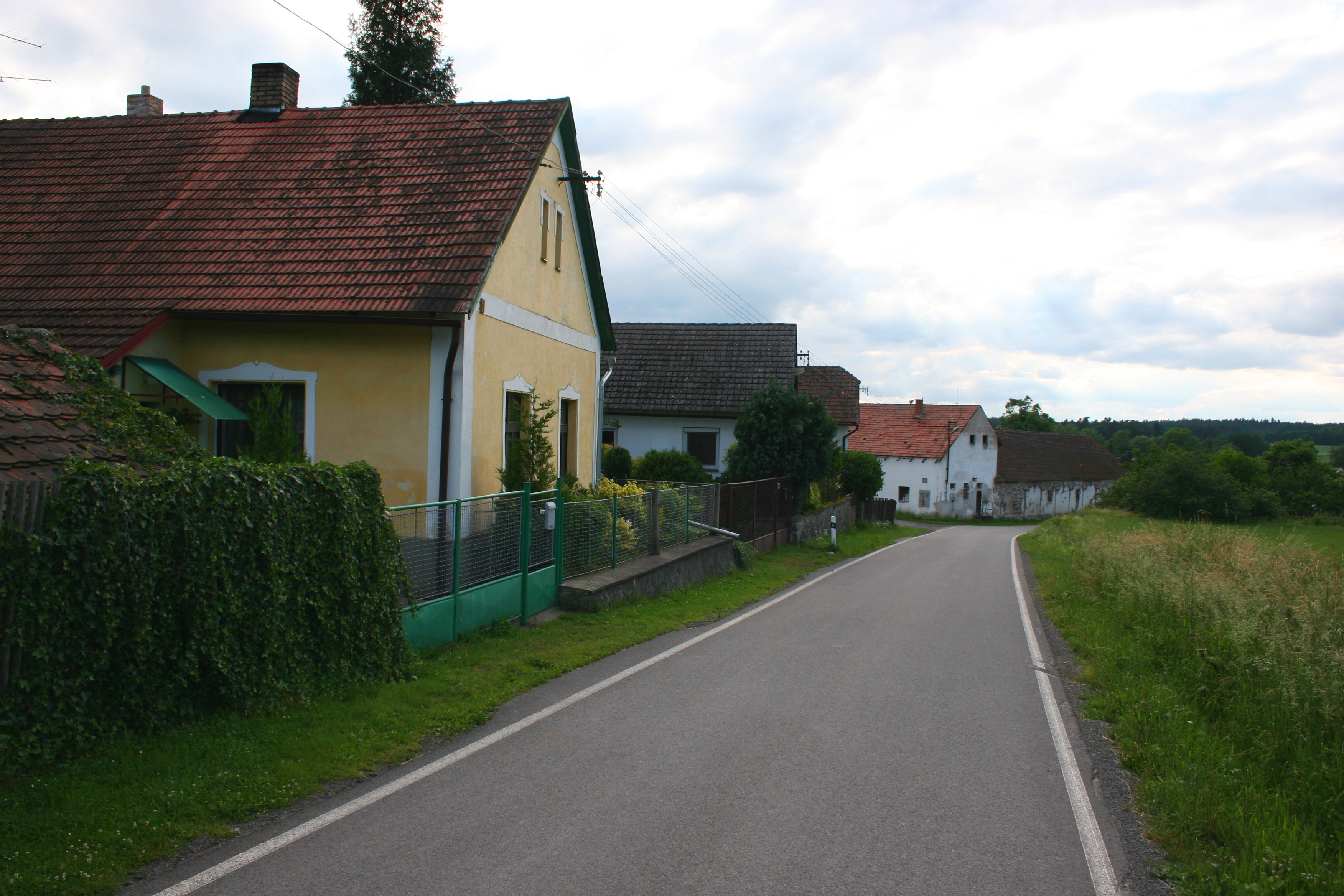
Domy u cesty